# Abdoul Karim Danté
Abdoul Karim Danté (Bamako, 29 ottobre 1998) è un calciatore maliano, difensore.

## Carriera

### Club
Dal 2014 al 2016 gioca nel Jeanne d'Arc, nella prima divisione del campionato senegalese. Successivamente gioca nella prima divisione belga all'Anderlecht.

### Nazionale
Ha giocato nelle nazionali giovanili maliane Under-17 ed Under-20.
Ha esordito in nazionale maggiore il 19 gennaio 2016, giocando sia le qualificazioni che la fase finale del Campionato delle Nazioni Africane 2016.

## Palmarès

### Club

#### Competizioni nazionali
- Campionato lussemburghese: 1

Swift Hesperange: 2022-2023